# Remstädt
Remstädt est une ancienne commune allemande de l'arrondissement de Gotha en Thuringe, faisant partie de la communauté d'administration Mittleres Nessetal.

## Géographie

Situation de la commune (en rouge) dans l'arrondissement de Gotha

Remstädt est située au nord de l'arrondissement, sur le Flutgraben, affluent de la Nesse, à 2 km au nord de Gotha, le chef-lieu de l'arrondissement dont elle est une banlieue.
Remstädt appartient à la communauté d'administration Mittleres Nessetal (Verwaltungsgemeinschaft Mittleres Nessetal).
Communes limitrophes (en commençant par le nord et dans le sens des aiguilles d'une montre) : Goldbach, Warza, Bufleben et Gotha.

## Histoire
La première mention du village date de la fin du VIIIe siècle dans un document de l'archevêque de Mayence Lull donnant une liste de marchandises destinées à l'abbaye de Hersfeld. En 1265 apparaît un chevalier Christian von Remistete.
Pendant la Guerre de Trente Ans, en 1625, la moitié des habitants périt lors d'une épidémie de peste.
Remstädt a fait partie du duché de Saxe-Cobourg-Gotha (cercle de Gotha).
En 1922, après la création du land de Thuringe, Remstädt est intégrée au nouvel arrondissement de Gotha avant de rejoindre le district d'Erfurt en 1949 pendant la période de la République démocratique allemande jusqu'en 1990.

## Démographie
| 1910  | 1925  | 1933  | 1939  | 1995 | 2000 | 2005 | 2010 |
| ----- | ----- | ----- | ----- | ---- | ---- | ---- | ---- |
| 1 027 | 1 143 | 1 226 | 1 302 | 772  | 931  | 964  | 950  |

## Communications
La commune est traversée par la route nationale B247 Gotha-Bad Langensalza et par la L1030 Gotha-Goldbach-Sonneborn.